# Annie Jump Cannon
Annie Jump Cannon (1863-1941) là nhà thiên văn học người Mỹ. Vào năm 1902, Cannon cho xuất bản tập đầu tiên của Danh mục sao Henry Draper, phân loại sao bằng cỡ sao (nhiệt độ bề mặt). Tổng cộng 9 danh mục đã được xuất bản vào năm 1924, liệt kê hơn 225000 ngôi sao, trong đó cso 300 ngôi sao do Cannon phát hiện ra. Bà là người phát triển hình thức phân loại sao mới trong thập niên 1900.